# Rire c'est pas sérieux
Albums de Raoul Petite
Les Introuvables
(1996) Dans ton Kulte
(2003)

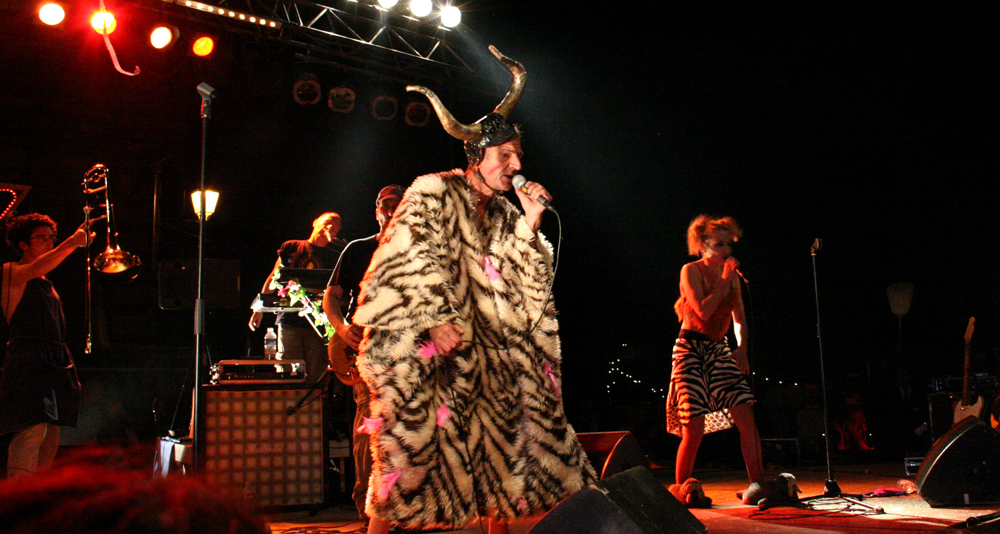
Mammouth interprété lors d'un concert en 2007

Rire c'est pas sérieux est un album de Raoul Petite sorti en 1998. Trois morceaux, Mammouth, Mimi Chachuka et Voisine, deviendront des standards des concerts à venir. Le morceaux Je mourre de rire est une reprise du morceau n°9 de l'album Karaï.

## Liste des titres
1. Mammouth (6:41)
2. Momo le xylophéneur (4:05)
3. Mimi Chachuka (5:37)
4. Into the door (0:55)
5. Le chevalier (6:22)
6. Je mourre de rire (4:05)
7. Aventure à Mururoa (3:08)
8. Voisine (4:57)
9. De la Bière (2:53)
10. Père Noël (4:40)
11. Rire c'est pas sérieux (4:48)
12. Puisque tu m'aimes (6:42)

## Personnel
- Christian "Carton" Picard : chant.
- Iréne "Renée" Porcu : chant.
- Freddy "Jean-Marie" Sicard : batterie.
- Freddy "Kevin" Simbolotti : basse.
- Alain Nicolas : clavier.
- Fabien Cartalade : trombone, chant, percussions.
- Christophe "Mario" Julian : trompette.
- Markus Ceccaldi : guitare.
- Fred "Kader" Tillard: guitare, chant.